# 東頭村道

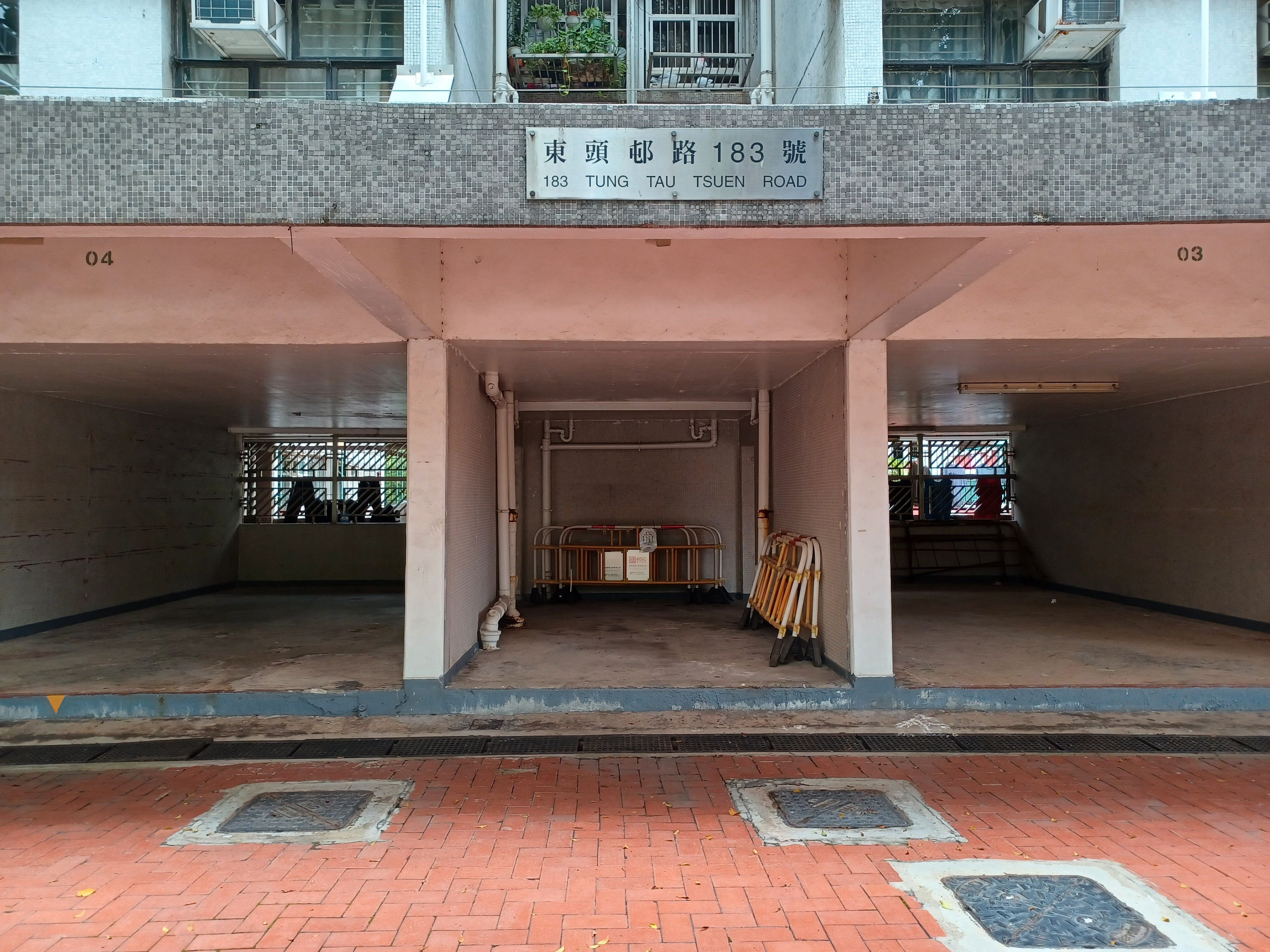
東頭邨盈東樓的門牌作東頭邨路

東頭村道（英語：Tung Tau Tsuen Road，又作東頭邨道、東頭邨路）為香港九龍城區及黃大仙區的一條道路。
與此路交界的東正道以南屬九龍城區，以北屬於黃大仙區。

## 交界路段

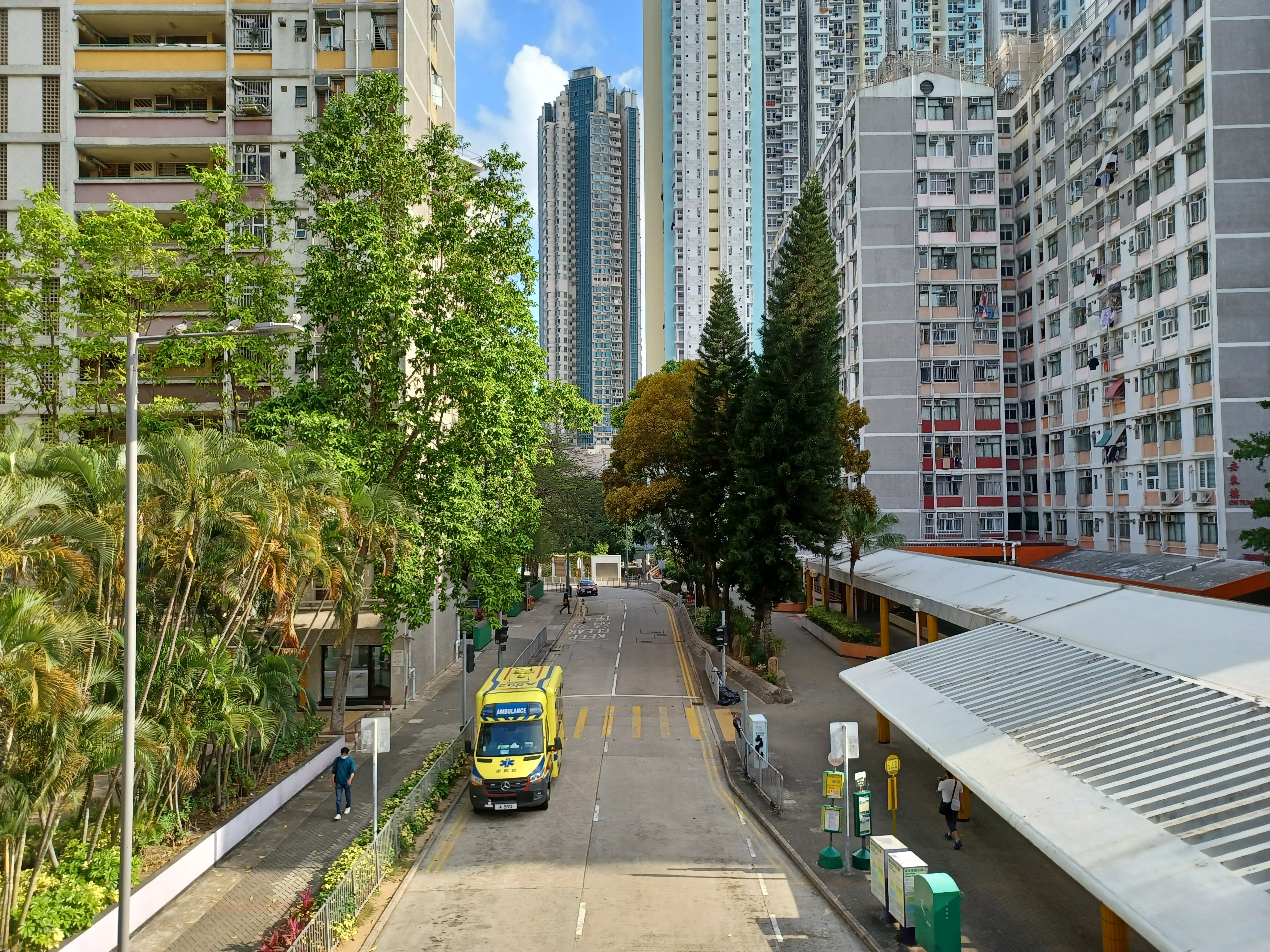
東隆道

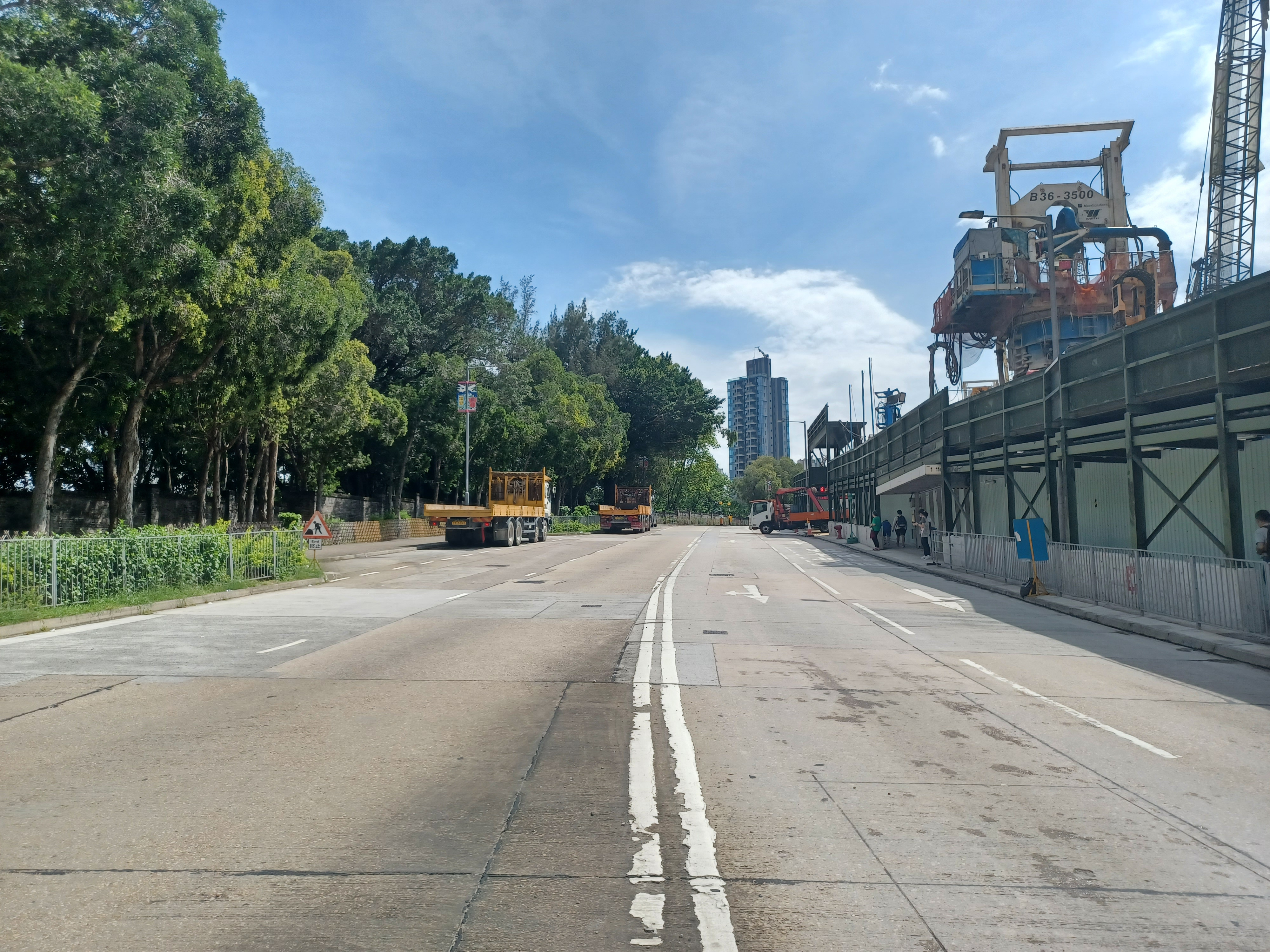
東頭村道近美東邨

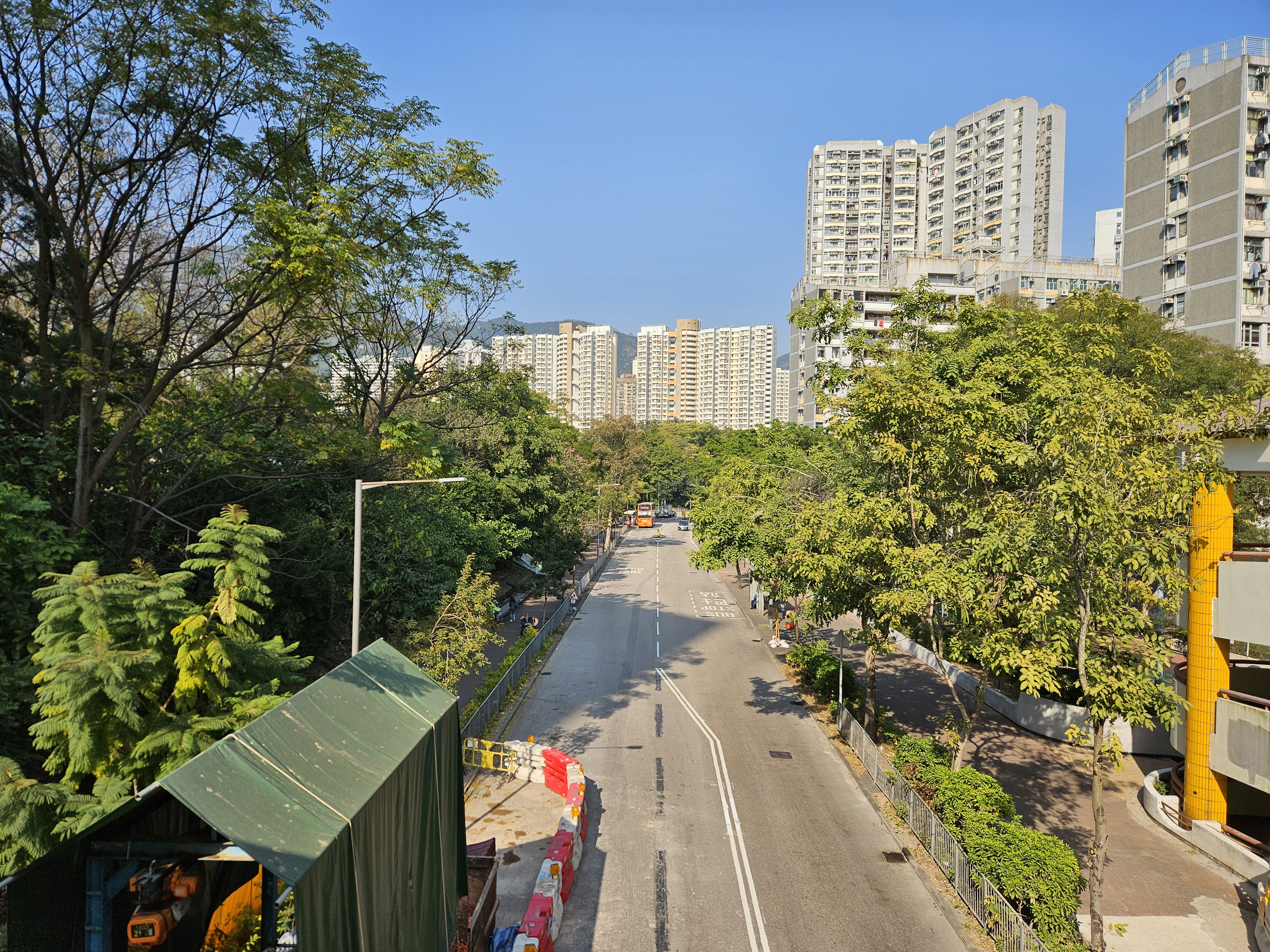
東頭村道近摩士公園（四號公園）

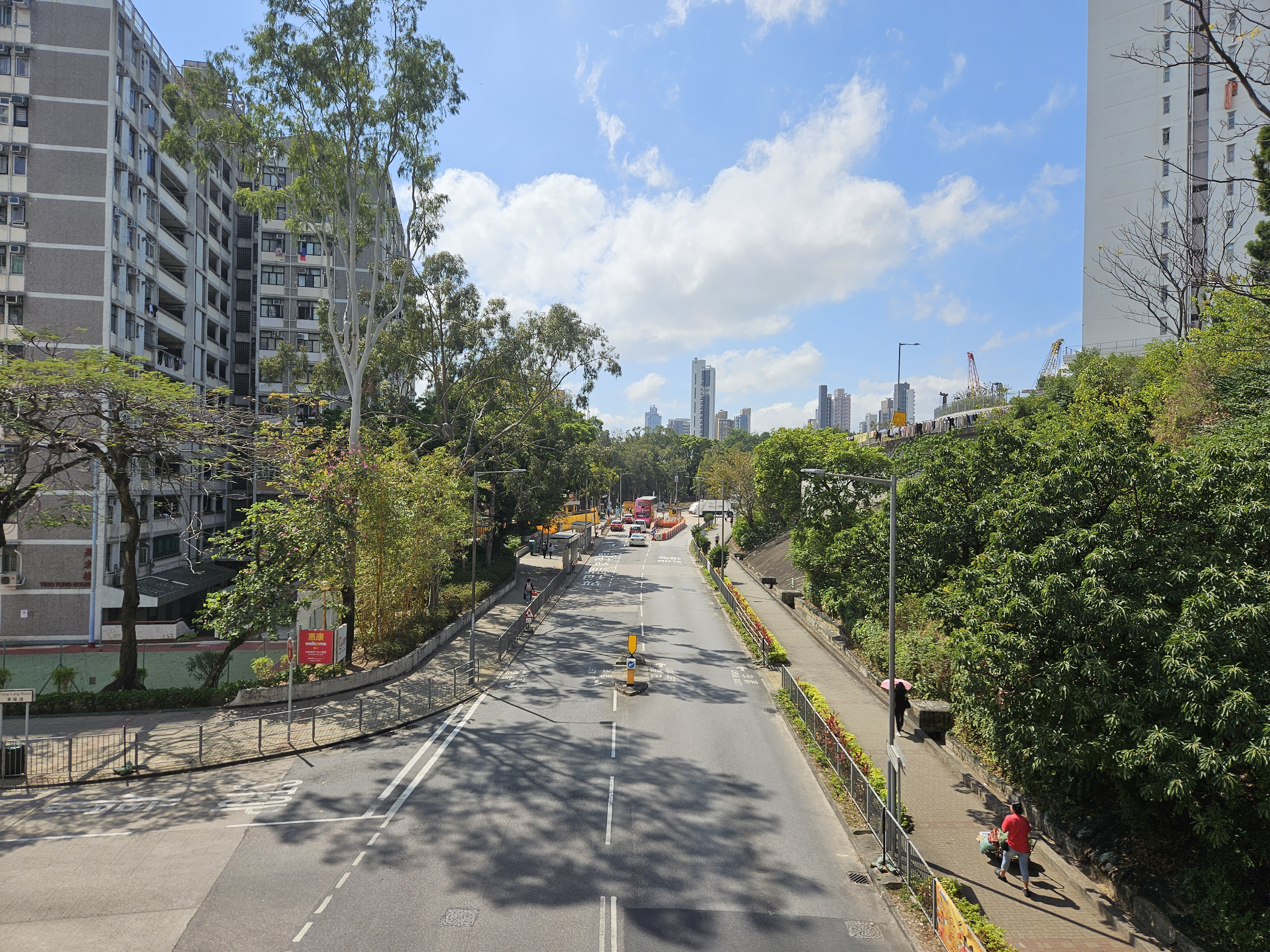
東頭村道近東隆道（向南望）

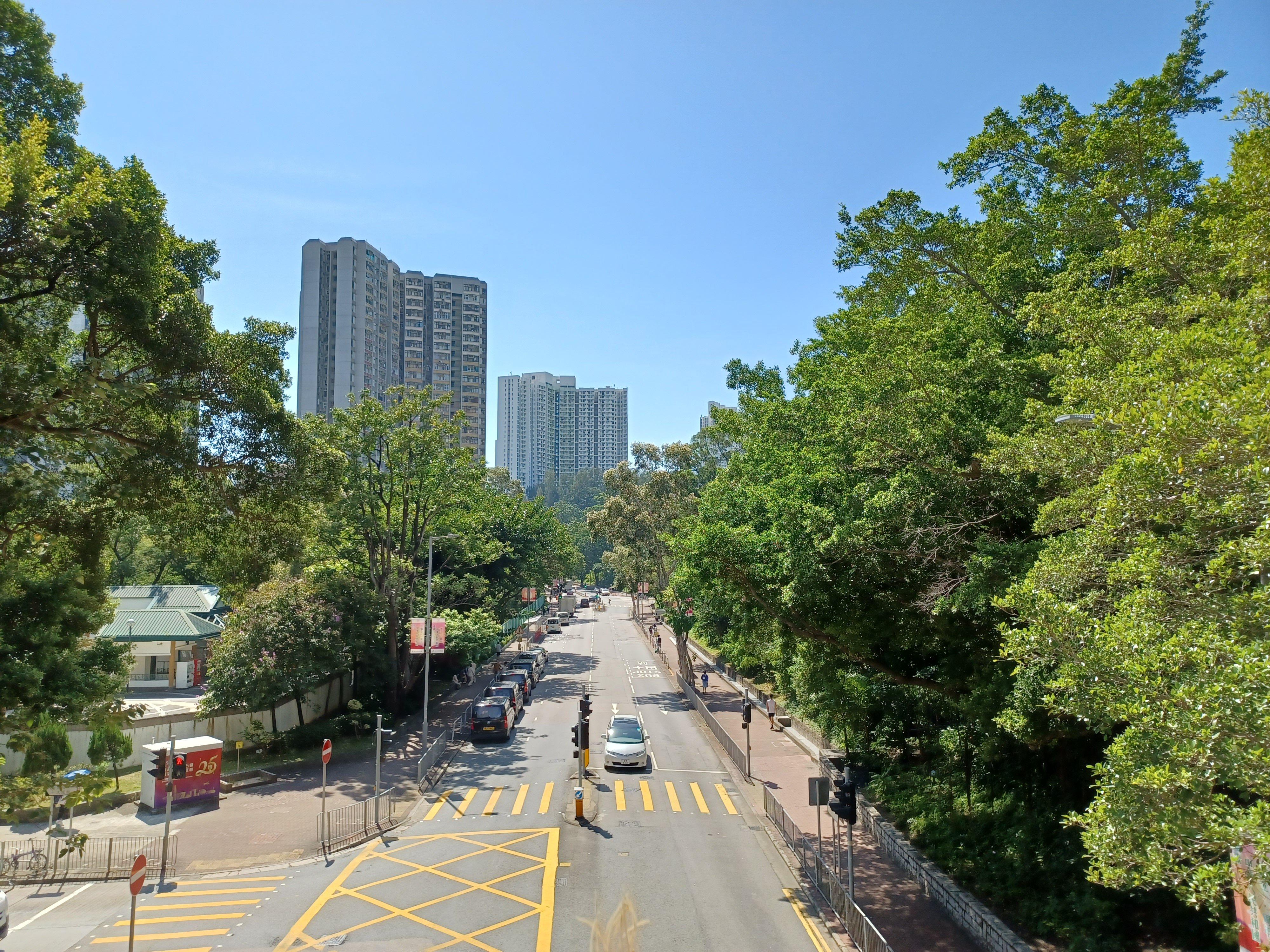
東頭村道近大成街

由於本路近東頭邨，不少交界之道路均包含「東」一字。
- 東正道
- 東隆道
- 鳳舞街
- 東泰里（行人路）
- 大成街
- 正德街
- 沙田坳道
- 睦鄰街